# Мегданис, Харисиос
Харисиос Мегданис (греч. Χαρίσιος Μεγδάνης; 1768, Козани — 1823, Сервия)  — известный греческий писатель и врач.

## Биография
Харисиос Мегданис родился в 1768 году в небольшом городе Козани, в Османской Империи (ныне Греция) в семье беженцев из села Полирахо. Некоторое время он работал учителем в Венгрии. После вернулся в свой родной город Козани, где в 1794 году стал священником.  Стал членом тайной организации «Филики Этерия». Позже переехал в город Сервия, где до самой смерти стал работать врачом. Умер он в 1823 году там же.